# 罗伯特·沃波尔
羅伯特·沃波爾，第一代奧福德伯爵，KG，KB，PC（英語：Robert Walpole, 1st Earl of Orford，1676年8月26日—1745年3月18日，又译罗伯特·华尔波尔），英国輝格黨政治家，羅伯特·沃波爾爵士（Sir Robert Walpole）是他在1742年以前更為人所知的名稱。後人普遍認為他是英國歷史上第一位首相，儘管「首相」一銜在當時並沒有得到法律的官方認可，也沒有在官方場合使用，但有鑑於他在內閣所施加的影響力，他事實上也是內閣的掌權者。
沃波爾任相期間曾歷仕乔治一世及乔治二世兩朝，他起先於1721年因南海泡沫事件而取得實權，此後主導政局約20年之久，惟後來因為對西班牙開戰而失勢。一般認為，沃波爾首相任期始於他在1721年出任第一財政大臣之職；但也有人認為內閣重臣湯森子爵在1730年退仕，沃波爾繼而完全領導內閣後，其首相任期才正式開始；不過，人們多數取前者為其首相生涯的起點。沃波爾一直到1742年才辭職退仕，成為歷史上最長任的英國首相。
在任首相期間，沃波爾曾努力避免對外開戰，並維持低稅率政策，讓英國免於歐陸戰爭影響，使經濟繁榮穩定。至於在他的個人影響下，喬治二世對沃波爾十分信賴，而其所屬輝格黨的勢力更繼續鞏固，成為英國一大政黨。沃波爾的強勢管治出於其個人影響力，多於其官位的本身影響，因此繼他以後的幾任首相，相較之下，影響力實相形見絀。

## 生平

### 早年生涯
羅伯特·沃波爾在1676年8月26日生於諾福克郡霍頓堂，在家中17名孩子中排名第3，雖然其中的8名都在出生後不久夭折，但沃波爾仍可算是歷史上擁有最多兄弟姊妹的英國首相。沃波爾的父親同樣叫羅伯特·沃波爾，是一名輝格黨政治家，在下議院曾任賴辛堡自治鎮選區議員；而沃波爾的母親名叫瑪麗·伯韋爾（Mary Burwell）。
沃波爾早年自1690年至1695年受教於伊頓公學，後在1696年獲劍橋大學英皇學院取錄。在1698年，沃波爾唯一在生的兄長愛德華去世，為了協助父親管理家族財產，他被迫綴學離校。沃波爾原本打算當神職人員，但由於自己成為了家中長子，將要繼承父親家產，他唯有打消此念頭。

### 投身政治
在1700年11月，沃波爾的父親逝世，並遺下了下院賴辛堡自治鎮議席。沃波爾後在1701年1月的補選中成功取得父親的下院議席，由此展開其政治生涯。到1702年，他離開賴辛堡自治鎮選區，改到鄰近的金斯林（King's Lynn）選區參選，以求謀得更重要及穩定的議席。他在此後的40多年時間，都是下院金斯林選區的議員。

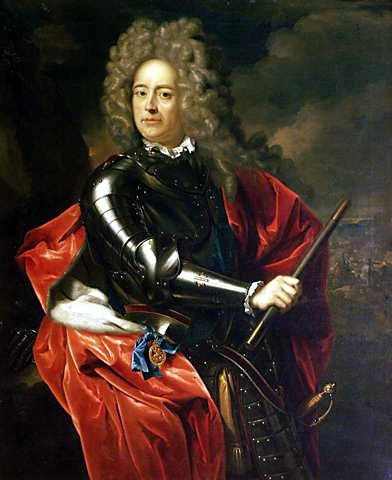
馬爾博羅公爵

與他的父親一樣，沃波爾是一位積極熱心的輝格黨黨員，當時輝格黨也是比對手托利黨更具勢力的政黨。在1705年，沃波爾獲委到海軍大臣委員會供職，管理海軍事務。其極高的行政管理能力備受重視，不久即於1708年獲財務大臣兼內閣領班戈多爾芬勳爵薦到內閣出任軍務大臣。到1710年起更同時兼任海軍司庫。沃波爾所出任的官位多與軍務有關，這使他很快就成為了資深政治家兼西班牙王位繼承戰爭英軍司令馬爾博羅公爵的重要顧問。沃波爾遂藉此很快就成為了內閣最重要的閣臣之一。
儘管沃波爾備受器重，但他卻無法阻止內閣堅持對亨利·薩謝弗雷爾牧师提出起訴。薩謝弗雷爾牧师是一位教會人士，曾在地方舉行福音佈道會宣揚反輝格黨訊息，因此遭到政府起訴。有關起訴在當時相當不受歡迎，最終更引致了馬爾博羅公爵的失勢，以及輝格黨政府在1710年大選後垮台。此後，托利黨的羅伯特·哈利上台當政，沃波爾則不再任駐陸軍部大臣，但卻繼續出任海軍司庫至1711年1月2日止。哈利曾有意慫恿他轉投托利黨，但被加以拒絕。相反，沃波爾成為在野輝格黨最常發言的議員之一，並且有效地為戈多爾芬勳爵加以辯護，使他免受托利黨的攻訐。
輝格黨成為在野黨以後，沃波爾與馬爾博羅公爵遂漸成為托利黨剷除及抹黑的目標。在1712年，托利黨指控沃波爾在任駐陸軍部大臣期間貪污受賄；儘管這些指控出於政治仇恨而非事實，但沃波爾仍然被下院彈劾，而托利黨員主導的上議院更勢不可擋地宣佈沃波爾罪名成立。沃波爾結果被判囚於倫敦塔六個月，而且還被驅出下院。慶幸的是，對於沃波爾的遭遇，社會大眾多表同情，並認為他是不公審訊下的犧牲者，這使他很快就在1713年重新獲選民選回下院。由於沃波爾被誣陷下獄一事背後由托利黨的哈利（當時已為牛津伯爵）及博林布魯克勳爵策劃，沃波爾日後對兩人極為憎惡。

### 財政大臣
安妮女王在1714年駕崩後，根據《1701年嗣位法案》，王位由其居於德意志漢諾威的遠親喬治一世繼承。由於《嗣位法案》將安妮女王一些信奉羅馬天主教的親戚排除在繼承名單以外，因此喬治一世的繼位資格是存有一定爭議的。正因如此，喬治一世曾認為托利黨反對他的繼承權，故他並不信任托利黨。在1714年，喬治一世正式登基，這一方面標誌著漢諾威王朝的開始以外，另方面也標誌著輝格黨主導政壇長達50年的開始。身為輝格黨員的沃波爾在1714年獲委為樞密院顧問官，又獲委到內閣出任軍隊主計長，其時內閣名義上是由哈利法克斯勳爵領班，但背後卻由沃波爾的妹夫湯森勳爵及斯坦厄普勳爵掌握實權。另一方面，沃波爾還獲秘密委到一個秘密委員會，暗地對前一屆托利黨政府進行調查。當中，一些在1712年策劃令沃波爾被下院彈劾的人士，現在都遭到委員會的政治清算，例如，牛津伯爵遭到彈劾，而博林布魯克勳爵更被《充公令》充公家產。

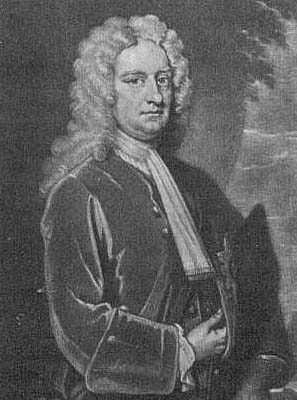
巽得蘭勳爵

內閣名義領班哈利法克斯勳爵在1715年逝世後，備受重視的沃波爾獲委任為第一財政大臣兼財政大臣。在任期間他曾率先引入償債基金，以協助減少國債。然而，沃波爾所在的內閣卻常常因不同議題出現分歧，其中尤以外交問題最為明顯。通常而言，沃波爾與湯森勳爵同屬一派，而斯坦厄普勳爵及巽得蘭勳爵則屬於另一派。對於沃波爾一派而言，他與湯森勳爵皆認為喬治一世在外交方針上表面照顧英國利益，但背地裡卻只是為自己的德意志領土著想；相反，斯坦厄普勳爵及巽得蘭勳爵一派卻得到喬治一世的支持和信任。在1716年，原任北方大臣的湯森勳爵被改調任重要性較低的愛爾蘭總督。儘管湯森勳爵成功被降職，但斯坦厄普勳爵及巽得蘭勳爵仍然不滿足，最終迫使湯森勳爵在1717年4月辭職出閣。在湯森辭職的翌日，沃波爾也隨之請辭，與他一同轉到反對派陣營。此後斯坦厄普勳爵及巽得蘭勳爵兩人完全有效地控制內閣。
沃波爾請辭後不久，喬治一世因故與其子威爾斯親王（後來的喬治二世）出現家庭糾紛，使皇室家庭陷於不和。沃波爾與其他反對政府的人士遂經常聚集於威爾斯親王所居的列斯特府，共商政事。與此同時，沃波爾漸漸成為王妃卡羅琳的密友之一。在1720年，沃波爾成功為威爾斯親王與喬治一世達成和解，使其地位更進一步得以鞏固。
加入太子一黨以後，沃波爾繼續在下院施加重要影響力。在1719年，政府有意引入一項《貴族爵位草案》，企圖限制君主冊封貴族的權力。有關草案遭到沃波爾的強烈反對，促使草案被暫時擱置，至1720年更被下院直接拒絕。引入貴族爵位草案的失敗，迫使斯坦厄普勳爵及巽得蘭勳爵與反對派系修好，邀請沃波爾及湯森勳爵重返內閣，分別出任軍隊主計長及樞密院議長之職。然而，威爾斯親王始終對親父皇的政府心存鄙視，故沃波爾入閣的決定使他一時失去了威爾斯親王的信任。

### 取得實權
返回內閣後不久，英格蘭適值投機風氣熾熱，後來更導致了著名的南海泡沫事件。南海泡沫事件是指當時政府透過一項計劃，准許市場讓出大不列顛國債，以換取具有高市值的南海公司股份。有關消息傳出後，市場普遍預期南海公司將會在布料、農產及奴隸等國際貿易上賺取豐厚利潤，結果觸發全國，包括沃波爾本人對南海公司作瘋狂投機。但到了1720年後半年，由於投機過熱，導致南海公司的股份崩盤，股價狂瀉。沃波爾在股災前從銀行界獲知內幕消息，及時將股份售出脫身，不過廣大的投資者卻因股災損失慘重。

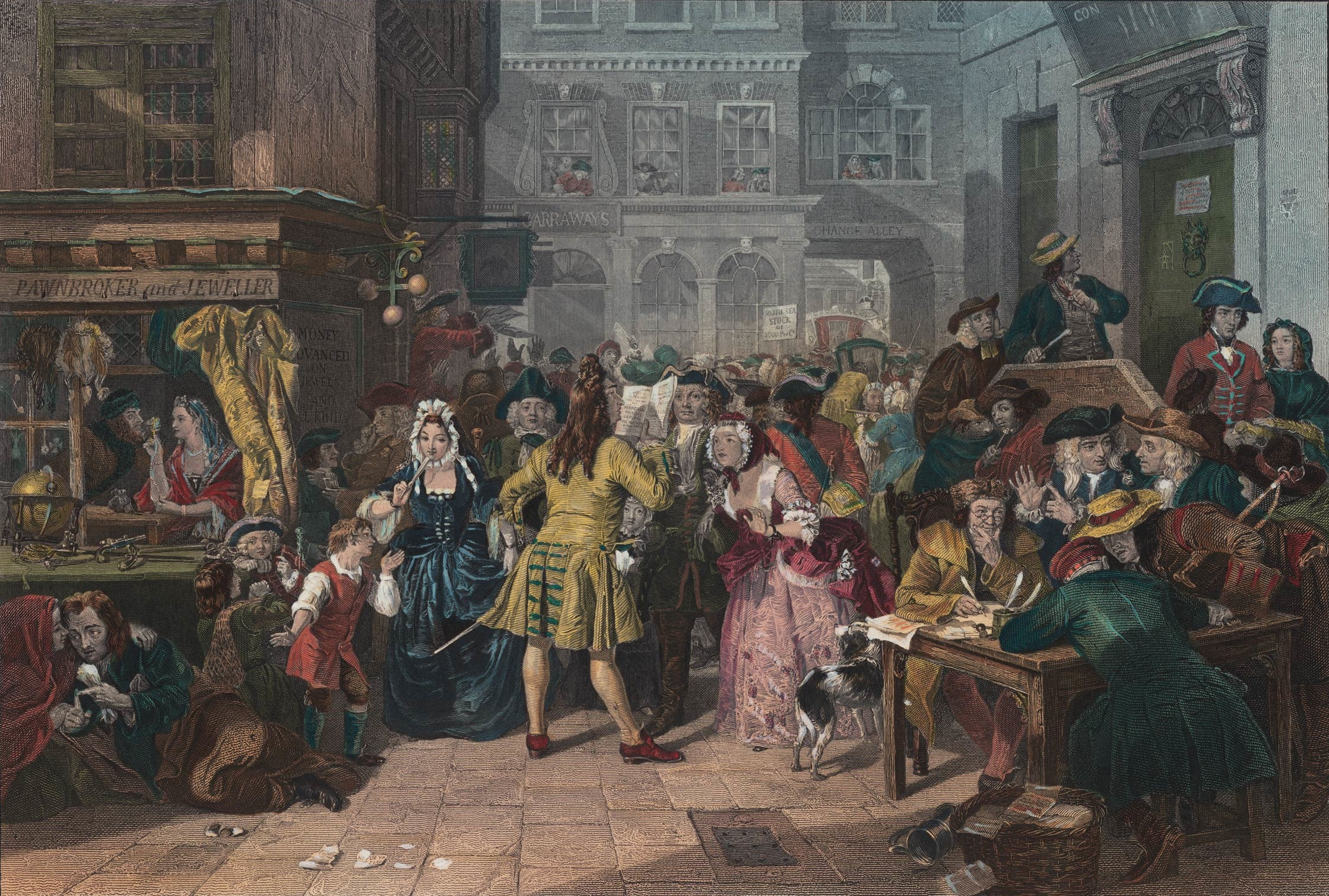
南海泡沫事件

南海泡沫事件使公眾對政府誠信破產，在1721年，下院即成立委員會調查事件，並發現內閣不少官員皆涉嫌貪污舞弊。當中受牽連在內的閣臣更計有財政大臣約翰·艾思拉比、郵政總局局長老詹姆士·克拉格斯、南方大臣小詹姆士·克拉格斯，甚至乎斯坦厄普勳爵及巽得蘭勳爵等等。事後，克拉格斯父子兩人在舉國痛罵下分別在1721年3月及2月逝世，其餘人等都因貪污罪名被下院彈劾，艾思拉比更被下獄囚禁。可是在沃波爾的影響下，斯坦厄普勳爵、巽得蘭勳爵及部分人士最終沒有被深究，結果沃波爾被輿論戲稱為「包庇大臣」（Screenmaster-General）。
未幾，巽得蘭勳爵在1721年請辭，斯坦厄普勳爵亦在同年去世，沃波爾遂成為內閣最有權勢的人物。在1721年4月，他進一步獲委為第一財政大臣、財政大臣、以及下議院領袖三職。一般認為，沃波爾是由此展開其「有實無名」的首相生涯的，但事實上，他當時仍然要與其掌管外交事務的妹夫，即北方大臣湯森勳爵分享權力。此外，他們也受到另一內閣要員南方大臣加特利勳爵的要脅。

### 首相生涯

#### 喬治一世朝
南海泡沫事件以後，在沃波爾的推動下，國會推出多項措施挽救金融危機。其中，南海公司董事們的資產都被充公，以向事件受害者發放補償金；另外南海公司的所有股份更被英倫銀行及東印度公司瓜分。儘管南海泡沫事件使國民對英皇及輝格黨皆大失信心，但經過沃波爾在下院努力發表富有技巧的演說加以辯護後，大眾多少也回復了相當的信心。

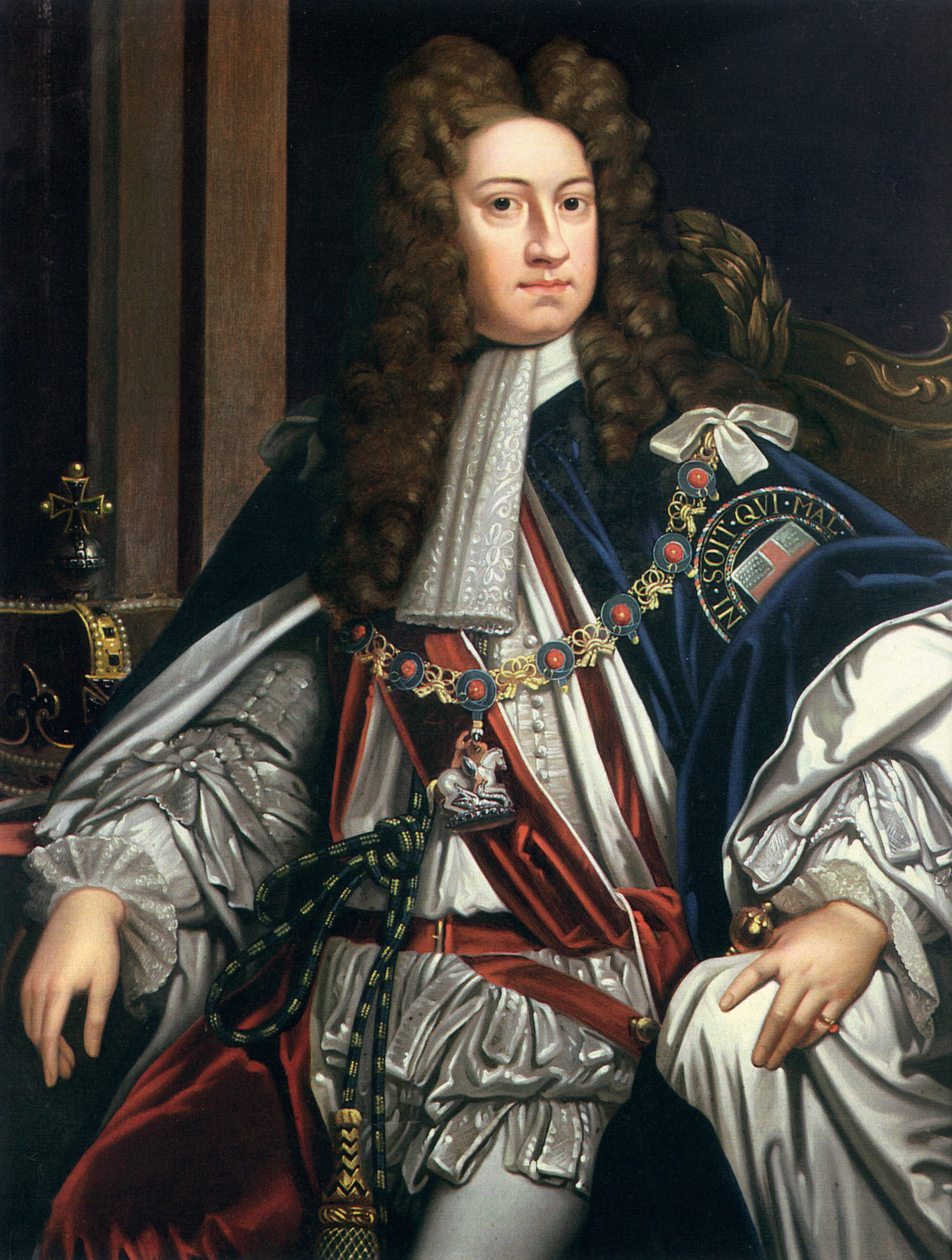
喬治一世

另方面，沃波爾就任首相不久以後，還揭發出一宗由羅契斯特主教法蘭西斯·阿特伯里策劃的詹姆士黨政變陰謀。詹姆士黨人其實早在1715年及1719年先後發動過起義，但最後都以失敗告終，而這次陰謀敗露再一次使詹姆士黨人失望。托利黨方面也深受政變陰謀困擾，該黨領導人之一的博林布魯克勳爵由於曾經同情過詹姆士黨，結果他在事件發生後一度潛逃法國，免受審訊，至1723年才獲英國當局准許返國。
此後，沃波爾與其閣臣的勢力不斷鞏固，相反皇權卻不斷萎縮。至1724年，沃波爾與湯森勳爵最主要的政治對手加特利勳爵由南方大臣降職為愛爾蘭總督，沃波爾與湯森勳爵兩人遂完全控制了政府及內閣。在他們兩人管治下，英國成功在1725年與法國及普魯士訂立條約，維繫和平。這個時候的英國免於戰爭、免於詹姆士黨的威脅、免於金融危機；相反，在經濟的急速發展下，沃波爾漸得喬治一世的信賴。在1725年，為表彰其貢獻，沃波爾獲勳為巴斯騎士，翌年更勳為嘉德騎士，一時之間，無數殊勳為他取得了「氣勢洶洶的爵士」（Sir Blustering）之名。除了他以外，他的長子還早於1723年獲封世襲男爵，可見沃波爾一家地位日重。

#### 喬治二世朝

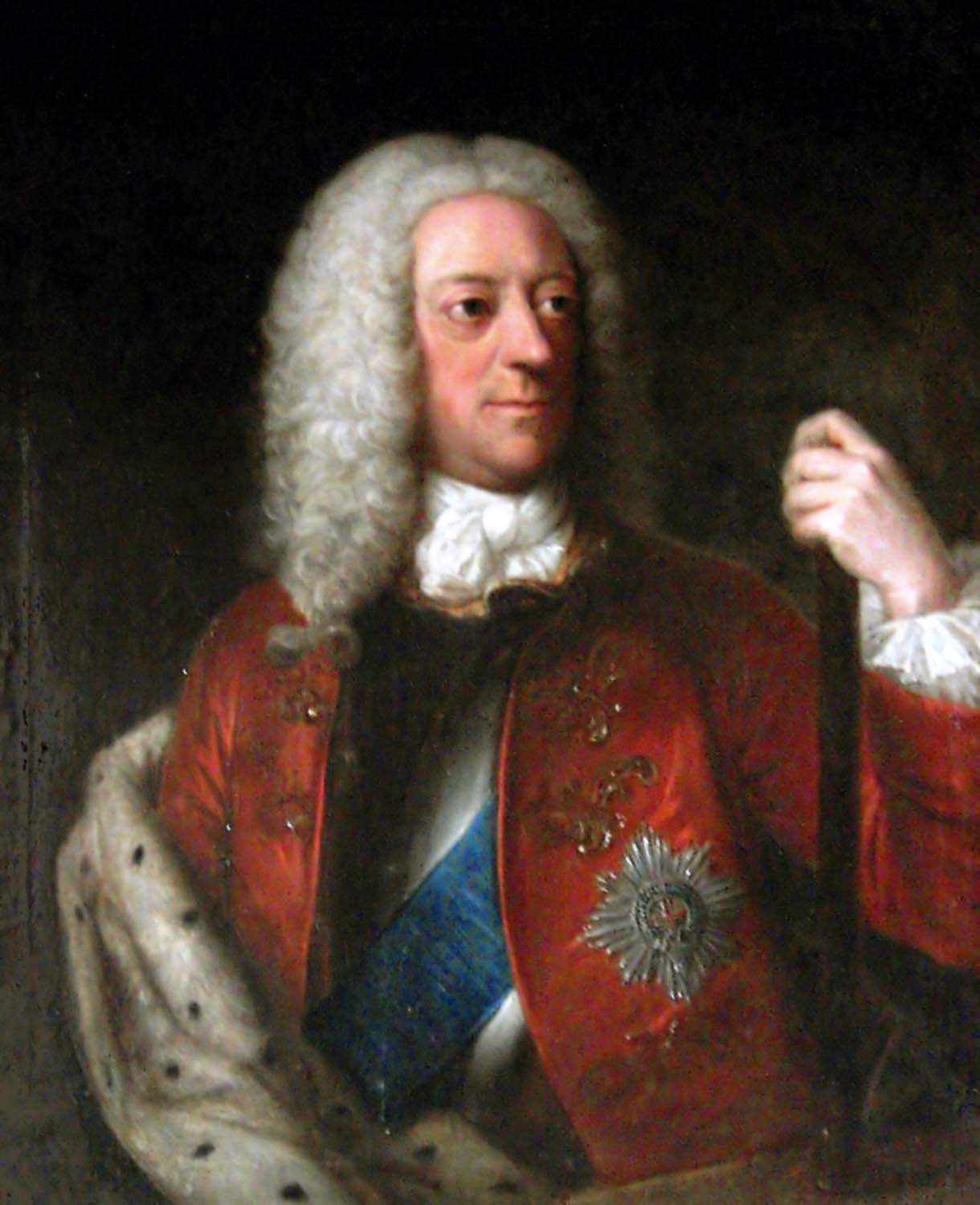
喬治二世

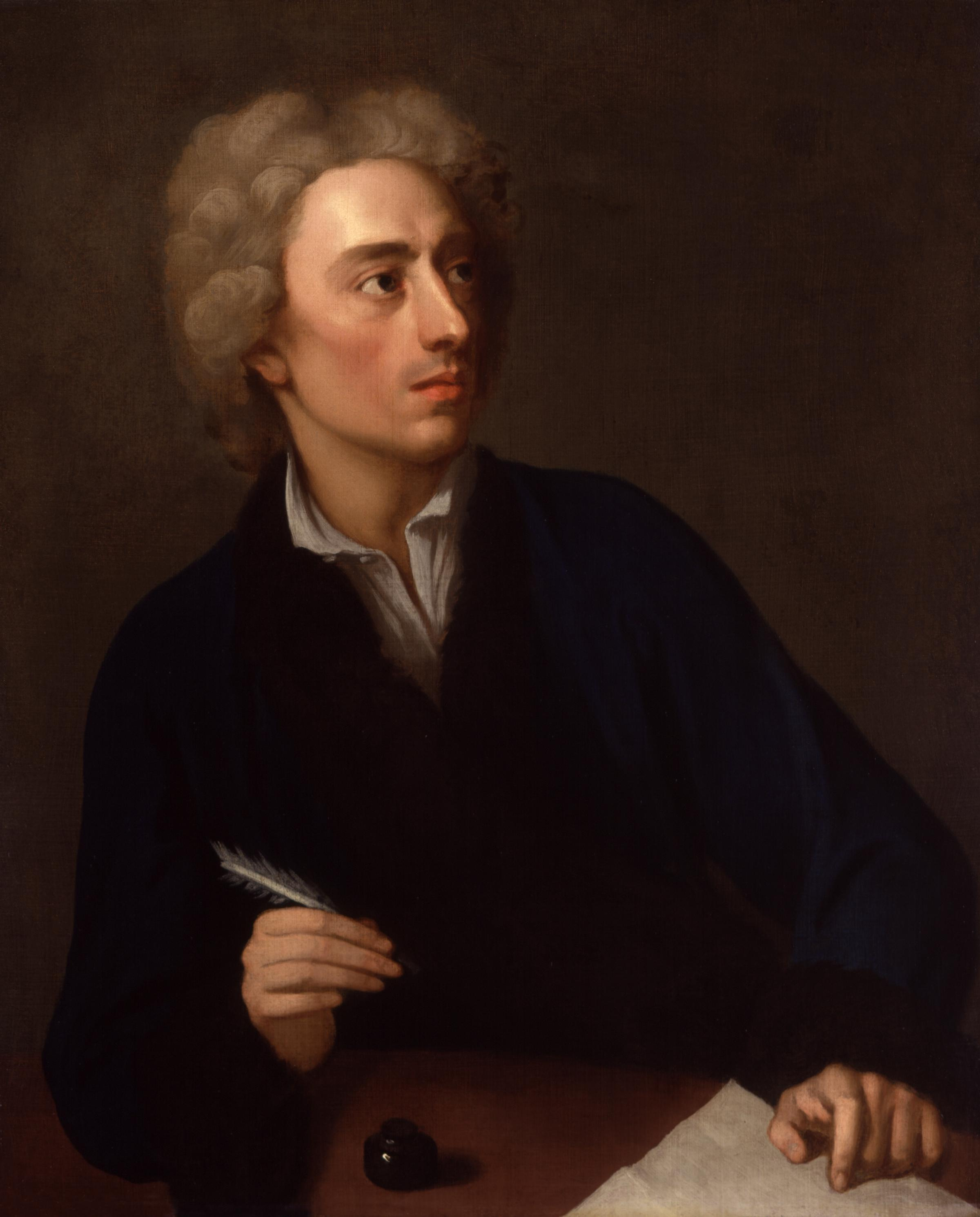
詩人亞歷山大·蒲柏亦曾諷刺過沃波爾。

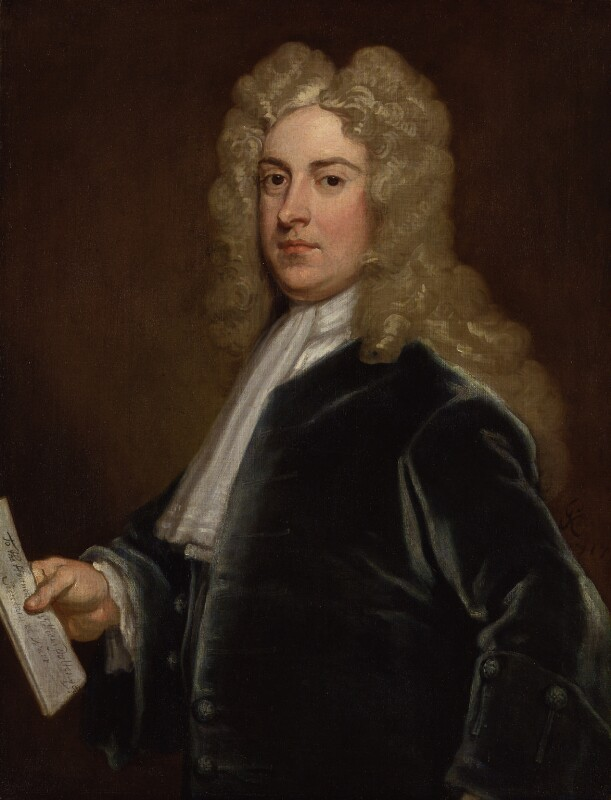
威廉·普爾特尼

在1727年，喬治一世駕崩，而在其子喬治二世登基繼位後，曾一度有輿論認為沃波爾將不出數日內被免官。不過在卡羅琳皇后的慫恿下，喬治二世最後沒有罷免沃波爾；而儘管喬治二世不喜歡湯森勳爵，但他亦仍然成功留在內閣。在喬治二世登位最初數年，雖然沃波爾與湯森勳爵繼續在內閣分掌權力，但沃波爾已漸漸明顯成為主導內閣的一位。同時，兩人亦不時就外交事務出現爭吵，其中又以對普魯士的事務分歧最為嚴重，不過當時決策權大抵已落入沃波爾手上。在1730年5月15日，湯森勳爵正式從內閣退休，不少後人認為，這天是沃波爾非正式首相任期的開始。
湯森勳爵離開以後，沃波爾在往後數年成為內閣唯一的領導人物。除了得到卡羅琳皇后的信任，沃波爾亦漸漸重新得到喬治二世的信任。在得到兩人的支持下，沃波爾能夠自由任用皇家任命權，並因應其政治需要而給予各類任命、以至於給予殊勳。沃波爾能夠自行選定內閣人選，並可以迫使內閣閣臣達成一致共識。由於沃波爾所享權力以往在內閣無人能及，所以他才會被認為是英國的第一位「首相」。
沃波爾一方面在內閣享有無上權力，但另一方面卻結下不少政敵，而最主要的政敵包括有托利黨的博林布魯克勳爵及輝格黨的威廉·普爾特尼（普爾特尼因為沃波爾不讓他入閣出仕而心懷怨懟）。博林布魯克勳爵與普爾特尼兩人曾合資出版一份叫《工匠》（The Craftsman）的期刊，大力對沃波爾推行的政策進行抨擊。除了他們以外，沃波爾也常常是諷刺作品挖苦的主角，著名劇作家約翰·蓋伊就曾經在其著作《乞丐歌劇》中諷刺沃波爾，並將他與積犯強納生·威德加以比較。沃波爾其他的政敵還計有喬納森·斯威夫特、亞歷山大·蒲柏、亨利·菲爾丁和塞繆爾·約翰遜博士等。
儘管樹立不少政敵，但由於沃波爾採取避免戰爭的政策，進而成功維持低稅，使他始終深得下院及普遍民眾的支持。在1733年波蘭王位繼承戰爭爆發時，沃波爾就成功遊說喬治二世不要派兵到歐陸參與戰爭，從而使英國免於戰爭負累。在同年，為了解決嚴重的走私避稅問題，以及堵塞漏洞，沃波爾計劃將煙草及酒由過往徵收關稅改為徽收國內貨物稅（excise），並且由以往在港口抽稅改於批發點抽稅。沃波爾的建議引起全國極力反對，反對派甚至聯結全國商人對建議加以聲討，最後沃波爾唯有在下院對草案進行投票前夕撤回建議，事件才得到平息。這次事件對沃波爾的影響力一度構成很大威脅，而他則在事後辭退有份反對建議的閣臣，但這樣反使到更多的輝格黨員轉投反對派陣營。
在1734年下院大選以後，沃波爾一派仍然成功維持下院的多數優勢，但優勢已比以往收窄，而他的聲望在此後更不斷下滑。在1736年，下院通過增加氈酒的稅率，結果引發倫敦街頭出現動亂。同年在愛丁堡，有群眾因為不滿禁衛濫用職權，血腥陣壓示威民眾後獲得英皇特赦免罪，最終在當地爆發嚴重的波蒂厄斯暴動。雖然歷經暴動，但沃波爾依然保持在下院的多數優勢，並成功拒絕約翰·巴納德爵士（Sir John Barnard）有關調低國債息率的建議，以及在1737年遊說國會通過《牌照法案》，對倫敦的劇院進行規管及審查。《牌照法案》對劇作家造成了一定的限制，他們以往專門諷刺政府的戲劇，在法案通過後都要受到審查。

#### 失勢
在1737年，卡羅琳皇后逝世，她的去世沒有動搖到沃波爾對喬治二世的影響。但儘管喬治二世對沃波爾愈加信賴，但他在政府的領導地位卻愈受挑戰。而隨著威爾斯親王腓特烈與父皇日漸疏離，一群比如老威廉·皮特和喬治·格倫維爾等等稱之為「愛國小子」（Patriot Boys）的新進政治家投身加入到威爾斯親王的反對派陣營，並逐漸形成一股抗衡沃波爾的主要政治勢力。

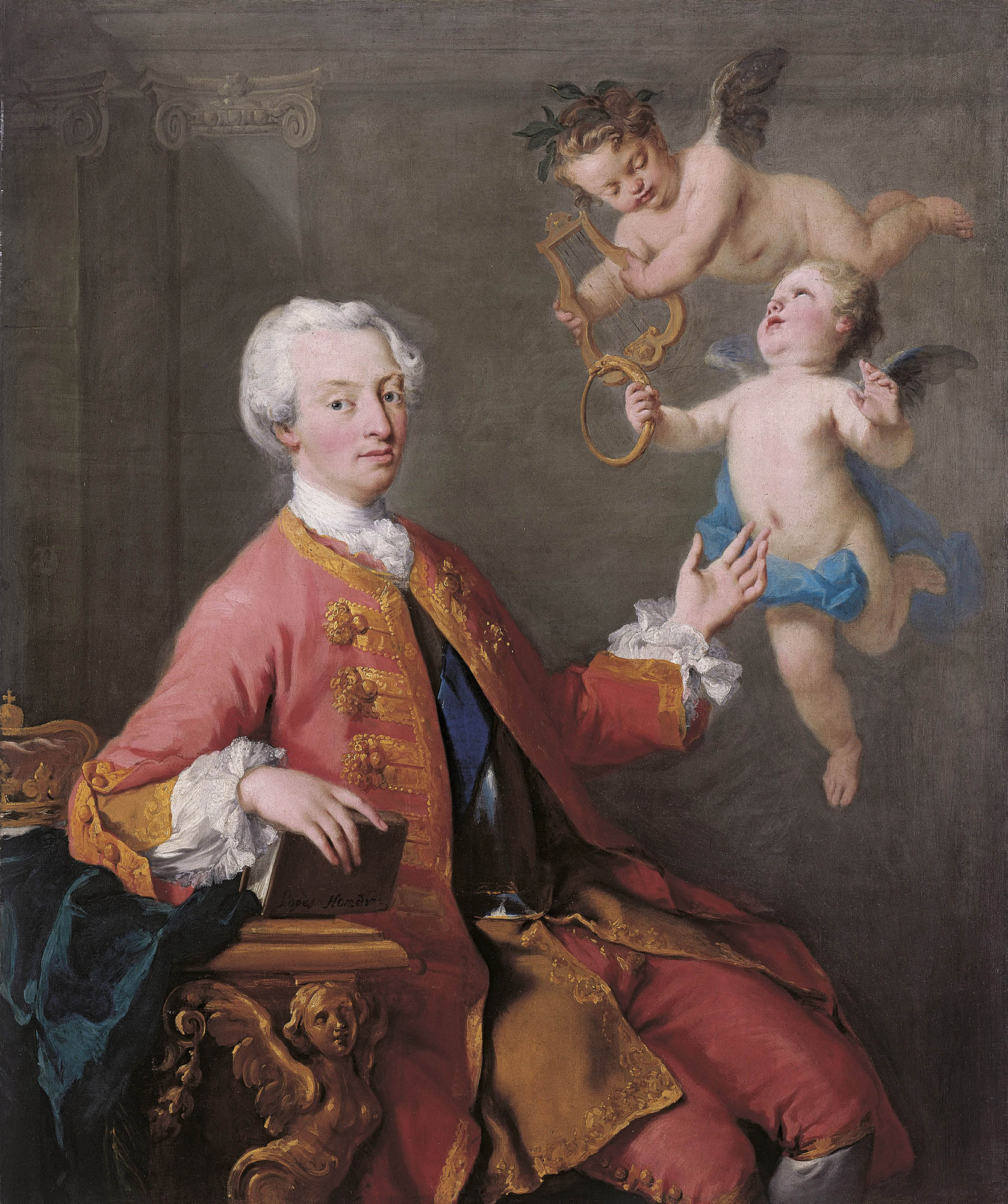
威爾斯親王腓特烈

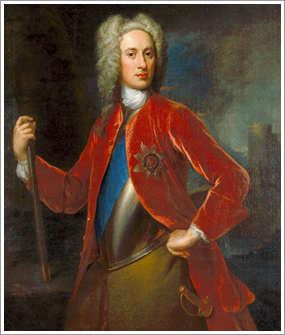
阿盖尔公爵

沃波爾在任後期未能夠維持避免戰爭的政策，成為了他失勢的一大導火線。根據早於1729年簽訂的《塞維爾條約》，英國同意不與西班牙在北美洲的殖民地進行貿易，而為了履行條約，條約允許西班牙在其殖民地領海範圍內登上英國船隻進行巡檢。可是後來兩國卻在西印度爆發貿易糾紛（有關糾紛是指一名叫詹金斯的英國商船船長於西印度被西班牙當局人員登船巡檢時割下耳朵），沃波爾起初曾極力阻止開戰，但其主張遭到了喬治二世、下院、以至部份內閣閣臣的反對；及至1739年，備受各方壓力下，沃波爾迫於無奈地放棄和解，決定開戰，引發詹金斯的耳朵戰爭。
在英、西開戰以後，沃波爾的影響力仍然富戲劇性地下跌。在1741年的下院大選中，雖然沃波爾一派在不少選區都獲得普遍選民支持，不過在「口袋選區」卻遭遇連番挫折（口袋選區是指那些由地方權貴內定或操控人選的選區）。大抵而言，沃波爾一派在英格蘭及威爾斯地區的下院議席皆有增長，但議席的增長未能夠彌補他們於1734年及這次大選在康沃爾地區失去的議席。由於威爾斯親王腓特烈本身兼領康沃爾公爵的頭銜，因此康沃爾實為他的領地，而領地內選出的下院議員大多都聽命於威爾斯親王，對沃波爾則心懷敵意。此外，在阿盖尔公爵的影響下，沃波爾在蘇格蘭也失去不少議席。綜合而言，鑑於大選後很多新議員的政治意向不明，因此難以斷定沃波爾在大選後所得的確實多數優勢，不過一般當代歷史學家則推算，他在下院僅餘14至18席的些微優勢。
在新一屆國會中，不少輝格黨員都認為年老的沃波爾已再不能夠帶領政府，以及處理戰務，而他在國會的多數優勢也已經大不如前，支持他和反對他的人士皆勢均力敵，形成不相伯仲之勢。在1742年，下院就威爾特郡奇彭納姆一場補選是否遭受不法操控展開辯論，沃波爾等人遂同意借此事當作他的不信任動議。最終沃波爾在投票中被挫，事後同意從政府辭職。為了答謝其貢獻，沃波爾在1742年2月6日獲喬治二世晉封為奧福德伯爵，成為上院議員。五日後，沃波爾交出印信，正式辭官。

### 晚年

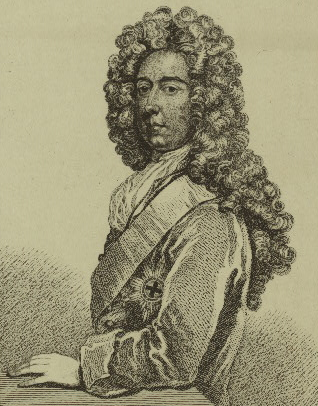
維明頓伯爵繼沃波爾任首相。

奧福德伯爵退仕後，首相一職由維明頓伯爵接任，但實權則握在加特利勳爵手中。此外，維明頓伯爵政府曾設立一個委員會，專門調查前任政府曾否有任何貪污徇私或政策失當的問題，但最後沒有任何發現。退仕後的奧福德伯爵依然對喬治二世起很大的影響力，雖然他已不再任官，但喬治二世卻仍經常就每事諮詢於他，使他被輿論稱為「布幕後的官員」（Minister behind the Curtain）。在1744年，在他的協助下，加特利勳爵成功被逐出內閣，並讓亨利·佩勒姆成為首相。
奧福德在1745年3月18日卒故於倫敦阿靈頓街家中，終年68歲，死後其遺體安葬於家鄉霍頓（Houghton）。奧福德死後，其伯爵爵位由長子喬治繼承，後來又於1751年傳予喬治的獨子。喬治的獨子死後，伯爵爵位復由奧福德另一位兒子賀拉斯於1791年繼承，賀拉斯是著名作家及詩人托馬斯·格雷的朋友。賀拉斯在1797年死時沒有子嗣，伯爵爵位遂歸於斷絕。

## 家庭
沃波爾在1700年7月30日娶凱瑟琳·肖達（1682年－1737年8月20日）為妻。凱瑟琳的父親約翰·肖達爵士（Sir John Shorter）在肯特郡是富有的商人。沃波爾與凱瑟琳共育有兩女四子，當中包括：

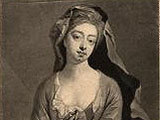
凱瑟琳·肖達

- 羅伯特·沃波爾，第二代奧福德伯爵 （1701年－1751年3月31日，育有一子）
- 凱瑟琳·沃波爾 （1703年5月13日－1722年10月22日，死時未婚）
- 霍雷肖·沃波爾 （1704年－1704年7月24日，夭折）
- 瑪麗·沃波爾 （約1705年－1732年1月2日，育有兩子）
- 賀拉斯·沃波爾，第四代奧福德伯爵 （1717年9月24日－1797年3月2日）
- 愛德華·沃波爾爵士 （約1720年前－？，育有一私生女）

凱瑟琳在1737年卒故後，沃波爾大約在1738年3月3日前迎娶其情婦瑪麗亞·史吉雷特（1702年－1738年6月4日）為妻，但他們兩人早於1724年就在里奇蒙、家鄉霍頓及倫敦的社交場合公開地一同出現。沃波爾與瑪麗亞育有一私生女，後來透過他們的正式婚姻而成為瑪麗亞·沃波爾女爵（Lady Maria Walpole，生卒不詳）。然而，瑪麗亞在婚後三個月因流產致死，事件對沃波爾構成很大打擊。值得一提的是，劇作家約翰·蓋伊在1728年所著的《乞丐歌劇》中，莫利與馬克白兩角正正就是諷刺瑪麗亞與沃波爾兩人的關係。

## 影響

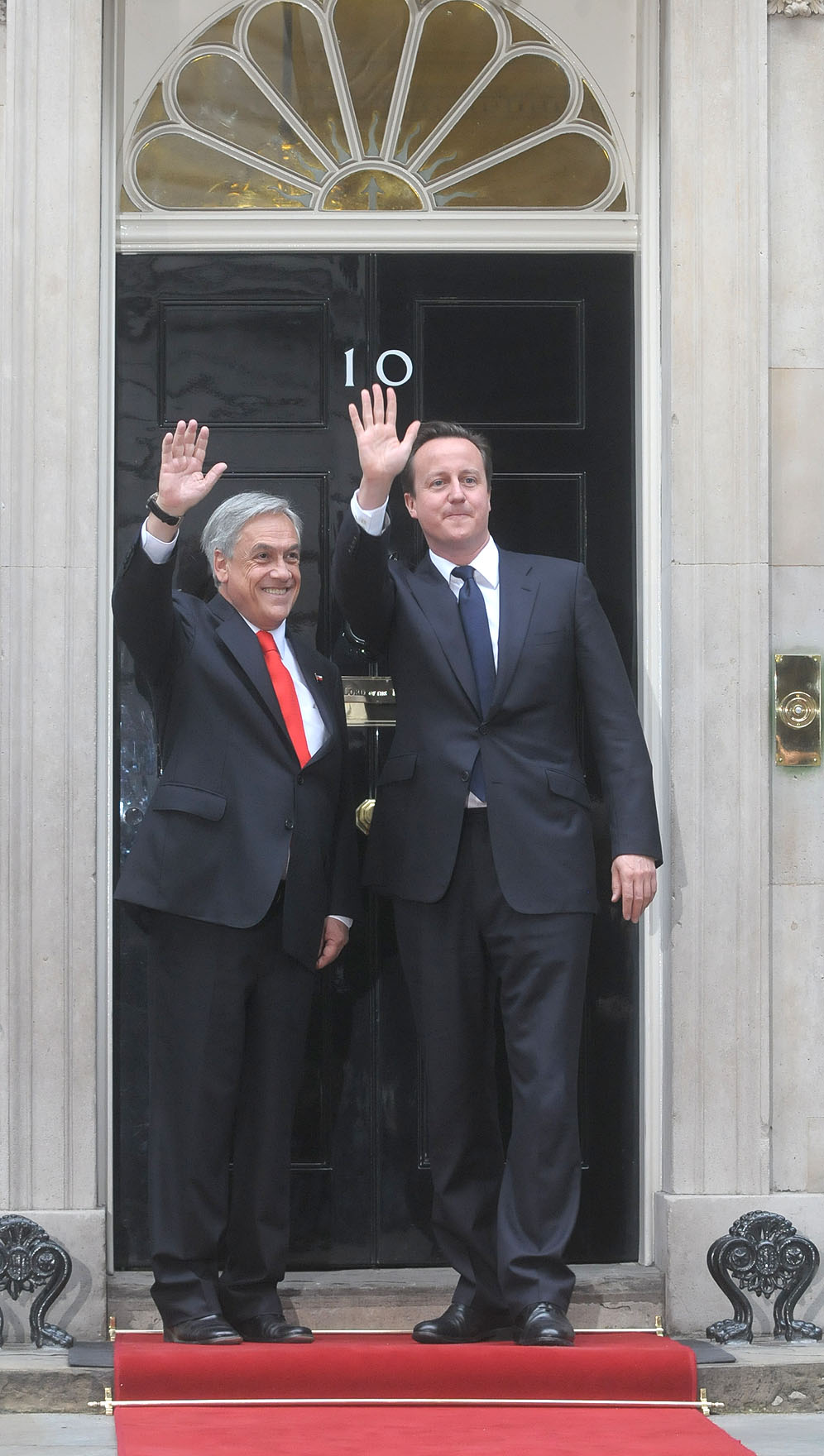
現代的唐寧街10號。

沃波爾對18世紀前半期的英國政壇可謂具有舉足輕重的影響。在他的影響下，其主要對手托利黨長久陷於分裂，僅為一個勢力單薄的小政黨；相反，輝格黨則成為了在當時領導英國政局，無可比擬的主要政黨。不過，沃波爾在政治上的影響對英國不成文憲法的發展卻沒有多大的幫助。沃波爾在任首相之時，他主要取信的是君主，國會是否支持並非首要考慮；至於他對政壇的影響，也主要出於他個人的人際網絡，而不是他的官位本身具重要影響。相較而言，繼他以後的幾任首相，由於缺乏了沃波爾那些個人素質，所以他們大多十分脆弱，欠缺實權。首相一職完全發展成具重要性及影響力的格局，要待沃波爾辭官後幾十年才開始成形。
在治國方面，沃波爾在任期間長期採取維持和平的政策，使英國的經濟得以繁榮穩定。此外，在他的帶領下，漢諾威王朝得以在英國生根，而詹姆士黨的勢力則被有效打壓。沃波爾下野後不久，詹姆士黨人在1745年發動起義，有關起義被鎮壓後，詹姆士黨在英國的勢力終告被徹底粉碎。
沃波爾與今日的英國首相官邸唐寧街10號也有著密切關係。唐寧街10號本是喬治二世在1732年送贈予沃波爾的私人禮物，但沃波爾只願以第一財政大臣的名義受禮，因此理論上唐寧街10號是第一財政大臣的官邸，而第一財政大臣這個官銜在今日已多為首相所兼領，所以事實上那裡已經是英國首相的官邸。沃波爾在1735年9月22日正式遷入唐寧街10號，但由於那裡並不寬敞，曾有不少首相寧可選擇居於自己豪華寬敞的宅第，也不居於唐寧街10號。
沃波爾任相時亦曾收藏了大批藝術品，這批藝術品後來由他的孫兒第三代奧福德伯爵在1779年售予俄羅斯女皇凱薩琳二世。這批收藏品是歐洲最重要的藝術品之一，現時存於俄羅斯聖彼得堡的埃爾米塔日博物館。

## 榮譽

### 頭銜
- 羅伯特·沃波爾，Esq（1676年8月26日－1701年1月11日）
- 羅伯特·沃波爾，MP（1701年1月11日－1714年10月1日）
- 羅伯特·沃波爾閣下，MP（1714年10月1日－1725年5月27日）
- 羅伯特·沃波爾爵士閣下，KB，MP（1725年5月27日－1726年5月26日）
- 羅伯特·沃波爾爵士閣下，KG，KB，MP（1726年5月26日－1742年2月6日）
- 奧福德伯爵閣下，KG，KB，PC（1742年2月6日－1745年3月18日）

### 殊勳
- P.C. （1714年10月1日）
- K.B. （1725年5月27日）
- K.G. （1726年5月26日）
- 世襲伯爵 （1742年2月6日）

### 以他命名的事物
- 位於美國麻薩諸塞州的市鎮沃波爾在1724年立鎮，並以羅伯特·沃波爾爵士命名。

## 外部連結
- 1911年大英百科條目
- BBC生平介紹 （页面存档备份，存于）
- 唐寧街10號相關介紹

| 官衔                         | 官衔                       | 官衔                     |
| ---------------------------- | -------------------------- | ------------------------ |
| 前任者： 亨利·聖約翰         | 駐戰爭部大臣 1708年–1710年 | 繼任者： 喬治·格倫維爾   |
| 前任者： 托馬斯·李特爾頓爵士 | 海軍司庫 1710年–1711年     | 繼任者： 查爾斯·凱撒     |
| 前任者： 約翰·何奧           | 軍隊主計長 1714年–1715年   | 繼任者： 林肯伯爵        |
| 前任者： 卡萊爾伯爵          | 第一財政大臣 1715年–1717年 | 繼任者： 詹姆士·斯坦厄普 |
| 前任者： 理查·翁斯洛爵士     | 財政大臣 1715年–1717年     | 繼任者： 詹姆士·斯坦厄普 |
| 前任者： 林肯伯爵            | 軍隊主計長 1720年–1721年   | 繼任者： 康華里勳爵      |
| 前任者： 沒有                | 英國首相 1721年–1742年     | 繼任者： 維明頓伯爵      |
| 前任者： 巽得蘭伯爵          | 第一財政大臣 1721年–1742年 | 繼任者： 維明頓伯爵      |
| 前任者： 約翰·普拉特爵士     | 財政大臣 1721年–1742年     | 繼任者： 山姆·桑茲       |
| 前任者： 不明                | 下議院領袖 1721年–1742年   | 繼任者： 山姆·桑茲       |
| 大不列顛貴族爵位             |                            |                          |
| 前任者： 創設                | 奧福德伯爵 1742年–1745年   | 繼任者： 羅伯特·沃波爾   |